# Sari (vêtement)
Pour les articles homonymes, voir Sari.
Le sari (hindi : साड़ी, ourdou : ساڑی), longue pièce d'étoffe, est un vêtement traditionnel porté par des millions de femmes d'Asie du Sud (principalement en Inde, au Népal et au Bangladesh, plus rarement au Sri Lanka et au Pakistan) dont l'origine remonterait vers 100 av. J.-C., en Inde.
C'est une des rares habitudes vestimentaires à avoir été conservée par le temps. Le sari est une large bande de tissu d'environ 1,20 m de large sur 5 à 6 m de long. Sa technique de drapé varie selon les régions, les castes, les activités, les religions, etc.

Le sari se porte sur un jupon et un corsage serré laissant le ventre nu. Il est fait d'une pièce, et il n'était habituellement porté que par les femmes mariées.

## Histoire
Certaines versions de l'histoire du vêtement indien retracent l'origine du sari à la civilisation de la vallée de l'Indus, laquelle était florissante entre 2800 et 1800 av. J.-C..
Bien que le sari ait fait ses débuts au début de la première civilisation indienne environ 3 000 ans avant Jésus-Christ, son origine est encore floue aujourd'hui. En raison du manque de documents écrits, nous ne savons pas comment les anciens indiens sont venus confectionner des vêtements avec un tissu allant de 5 à 9 mètres. Nous savons toutefois que leur spécialité, le tissage de motifs sophistiqués et de couleurs vives, a depuis longtemps séduit les générations. Le coton a été cultivé et tissé pour la première fois dans le sous-continent indien vers le Ve millénaire av. J.-C.. Les teintures utilisées à cette époque sont toujours en usage, en particulier l'indigo, la laque, la garance et le curcuma. La soie a été aussi tissée autour de 2400 av. J.-C. et 2000 av. J.-C.,.
Le mot sari est un emprunt à l'hindi sari (साड़ी), issu du sanskrit śāṭī (शाटी) qui signifie « bande de tissu ». Il est à rapprocher aussi du sanskrit śāṭikā (शाटिका), un vêtement féminin mentionné dans la littérature hindoue ancienne,. Le sari ou śāṭikā a évolué à partir d'un ensemble de trois pièces comprenant un antarīya, un vêtement inférieur, un uttarīya, un voile porté sur l'épaule ou sur la tête, et le stanapaṭṭa, une bande de tissu qui couvre la poitrine (similaire au strophium ou fascia pectoralis gréco-romain). Cet ensemble est mentionné dans la littérature sanskrite et dans la littérature bouddhique pâli au cours du VIe siècle av. J.-C..
L'antarīya antique ressemblait beaucoup au drapé du dhoti dans sa version « queue de poisson », qui passait à travers les jambes, les couvrait sans les serrer et se déployait ensuite en longs plis décoratifs sur le devant des jambes,. Il a ensuite évolué pour devenir la jupe bhairnivasani, aujourd'hui connue sous le nom de ghagri et de lehenga. L'uttarīya était un voile en forme de châle porté sur l'épaule ou la tête, prototype possible des dupatta et ghoonghat modernes. De même, le stanapaṭṭa s'est transformé en choli au Ier siècle de notre ère.
À partir de la seconde moitié du XXe siècle, le sari est progressivement considéré dans les milieux islamistes comme un habillement inconvenable pour les femmes musulmanes, bien qu'il soit historiquement et traditionnellement porté de diverses façons par celles-ci. Ceci est vrai au Pakistan, où durant le régime de Zia ul-Haq dans les années 1970 et 1980, le port du sari est réprimé voire criminalisé, aux dépens des femmes de la communauté mohadjire (immigrés ou réfugiés de l'Inde actuelle hors Pendjab), qui en étaient notoirement vêtues,,. Ces mesures renforceront la perception du sari comme un vêtement de « l'autre », assimilé à l'indienne et donc à l'hindoue, ainsi qu'à la bengalie, trois identités diabolisées à la même période en raison de tensions politiques et de conflits graves,. Le sari était jusqu'alors, malgré son absence dans les habitudes vestimentaires traditionnels du Pakistan occidental, relativement présent dans la société pakistanaise, hérité des modes vestimentaires dans l'Inde britannique puis des influences muhadjire et bengalie. Il est depuis plus rare dans ce pays, où il est associé aux hindoues et aux zoroastriennes, mais encore présent parmi les classes moyennes et aisées cosmopolites en tant que tenue formelle, arborée pour les grandes occasions. Le sari y s'est aussi maintenu en tant qu'uniforme militaire féminin dans l'armée pakistanaise.

## Techniques de drapé

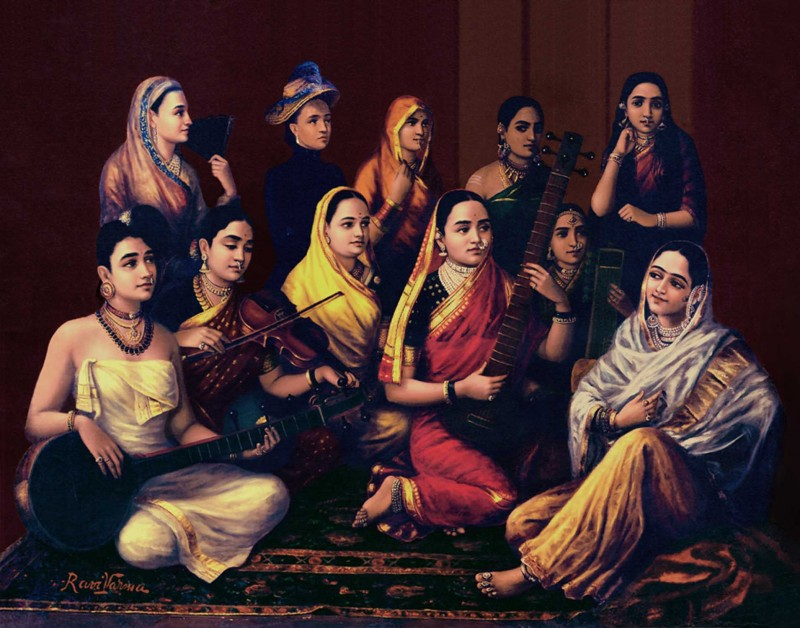
Plusieurs styles de drapés de sari. Galaxy of Musicians, Peinture à l'huile par Ravi Varmâ. 1889.

La technique de drapé du sari varie selon les régions, les castes, les activités, les religions, etc.
L'anthropologue française Chantal Boulanger (en) a classifié ces techniques en familles :
- Nivi, porté au Andhra Pradesh
- Gujarati
- Nord Indien[15]
- Maharashtra
- Dravidien
- Madisaara
- Kodagu
- Karnataka
- Gond
- Le mundum neriyathum porté au Kerala
- Les styles tribaux

## Types de sari

### Inde
Styles du Nord :
- Bandhani – Gujarat et Rajasthan
- Chikan – Lucknow
- Kota doria – Rajasthan
- Banarasi – Bénarès
  - Tant
  - Jamdani
  - Tanchoi
  - Shalu

Est :
- Kantha– Bengale-Occidental
- Baluchari– Bengale-Occidental

Centre :
- Chanderi – Madhya Pradesh
- Paithani – Maharashtra
- Lugade – Maharashtra
- Ikat – Orissa

Sud :
- Pochampalli – Andhra Pradesh
- Venkatagiri – Andhra Pradesh
- Gadwal – Andhra Pradesh
- Guntur – Andhra Pradesh
- Narayanpet – Andhra Pradesh
- Mangalagiri – Andhra Pradesh
- Balarampuram – Kerala
- Coimbatore – Tamil Nadu

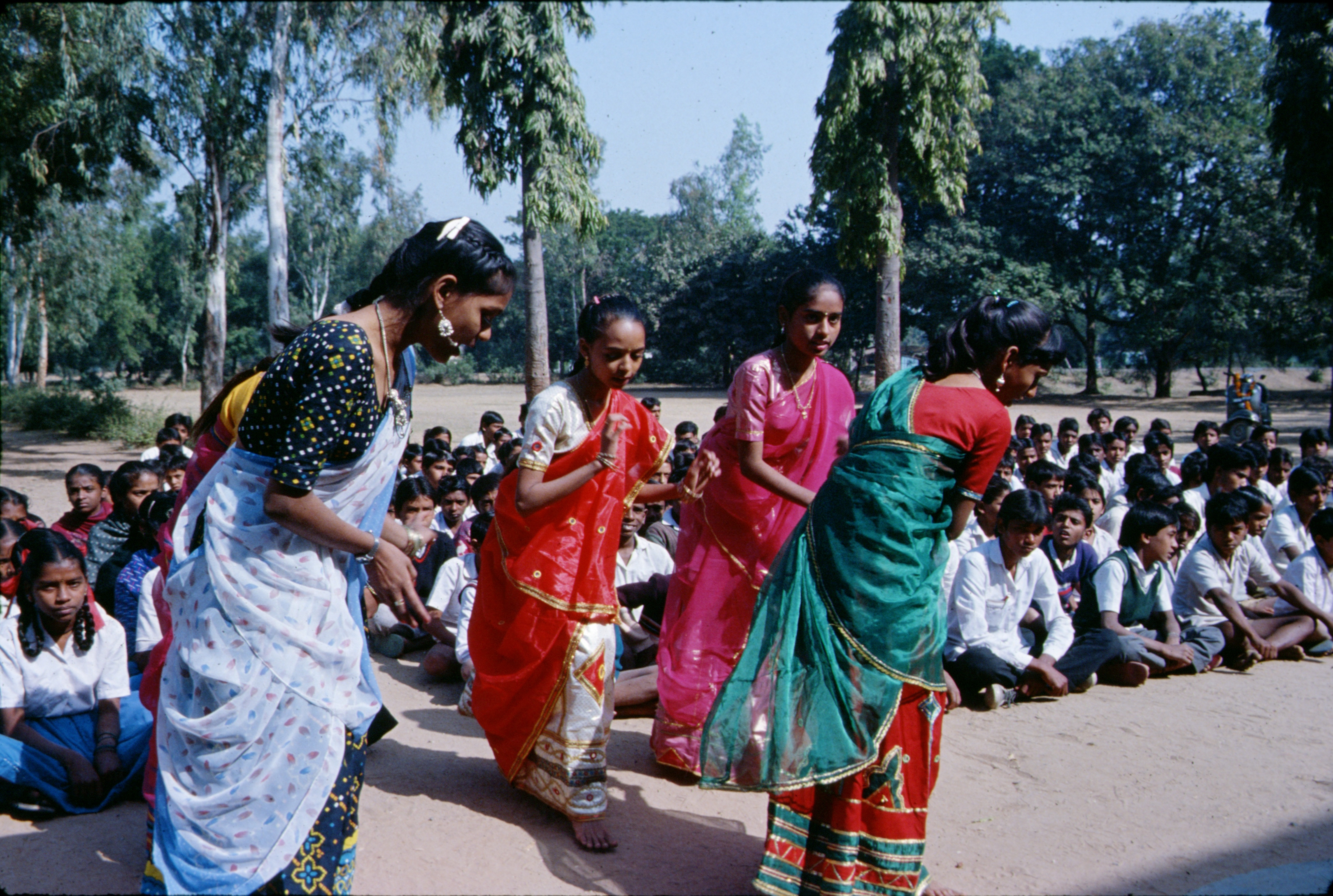
Jeunes filles en sari dans un village, Gujarat.

- Kanchipuram (localement appelé Kanjivaram) – Tamil Nadu
- Chettinad – Tamil Nadu
- Mysore Silk – Karnataka

## Galerie

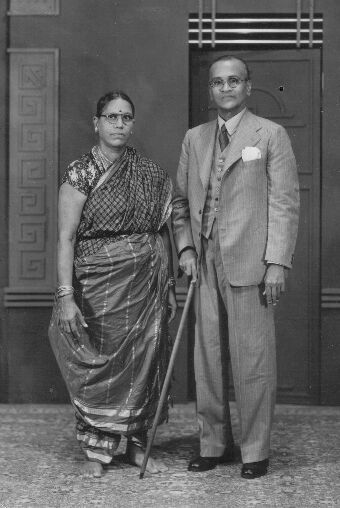
Photo d'un couple brahmane tamoul de Madras, durant l'époque coloniale ; la femme porte un sari madisaar.
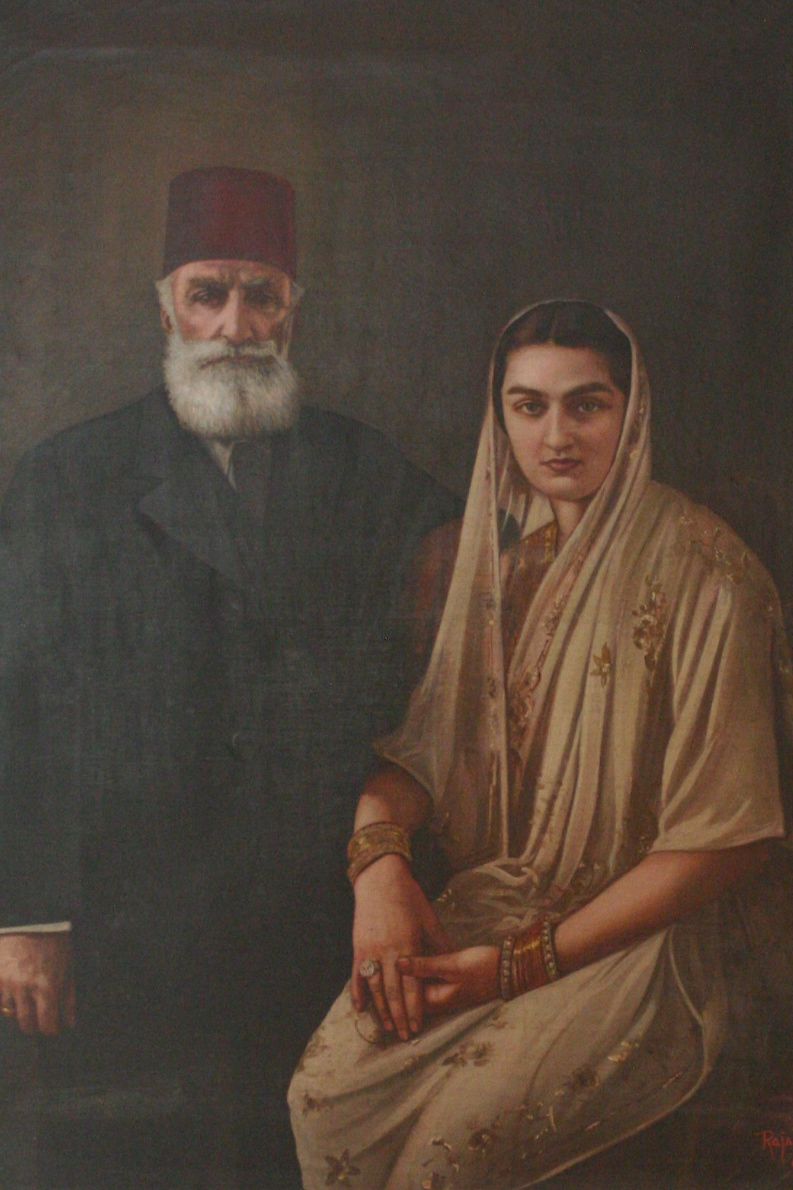
Abdülmecid II, dernier calife ottoman, en compagnie de sa fille Dürrüşehvar, princesse de Berar, en sari.
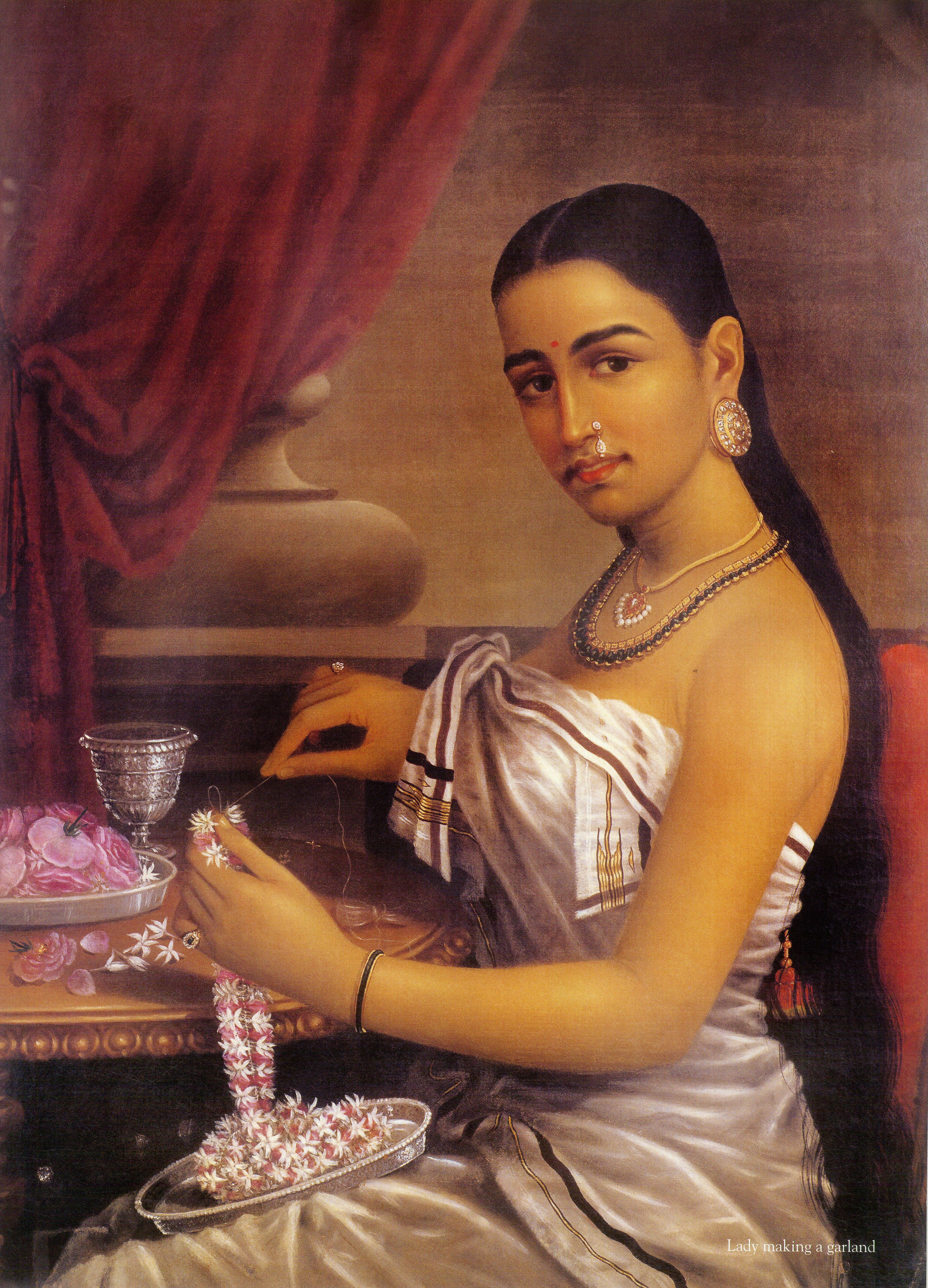
Damoiselle tissant une guirlande de fleur ; elle est habillée en mundum neriyatum du Kerala. Tableau de Ravi Varmâ.
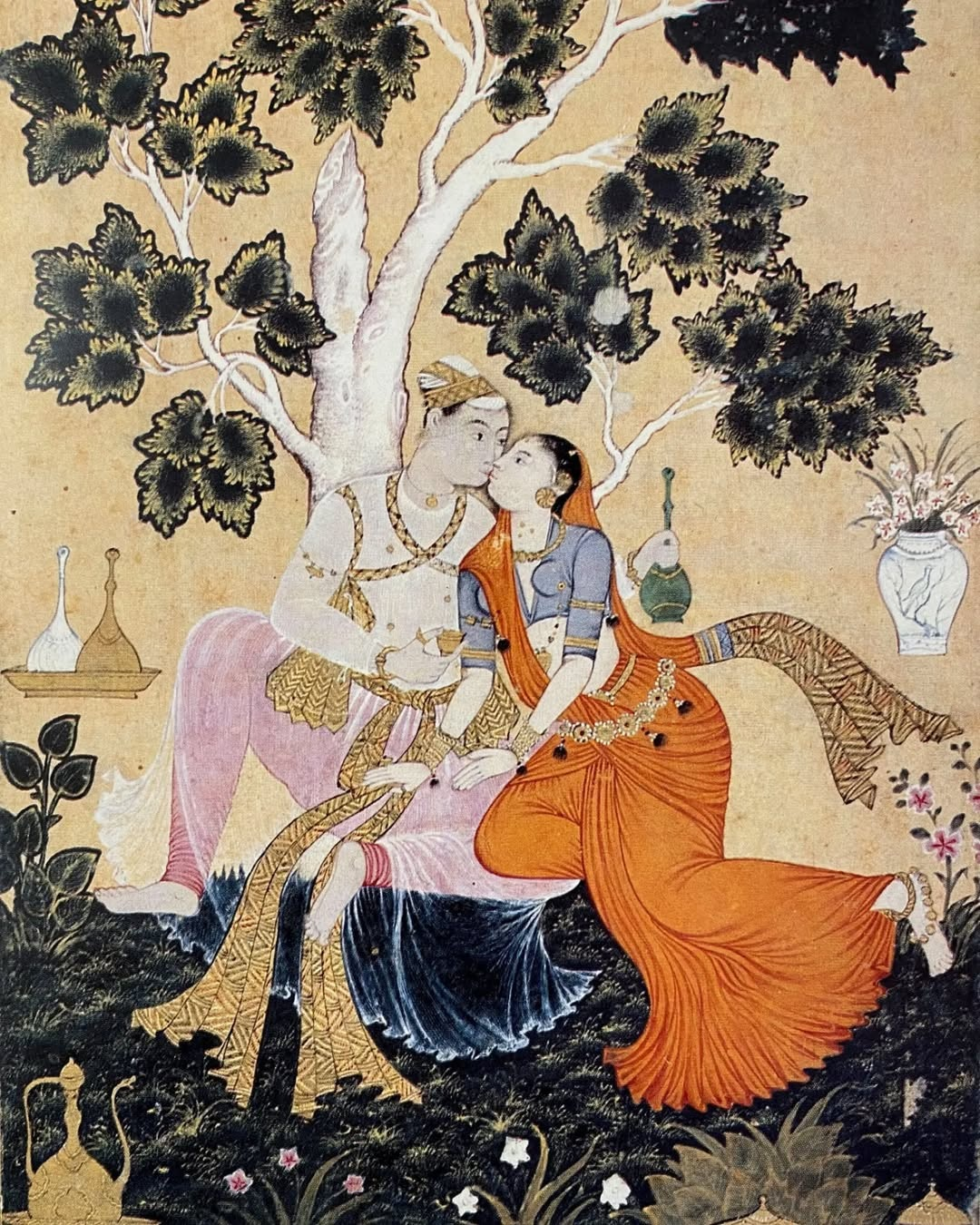
Couple d'amoureux dans un jardin. Miniature deccanaise du début du XVIIe siècle. Palais de Topkapı, Istanbul.
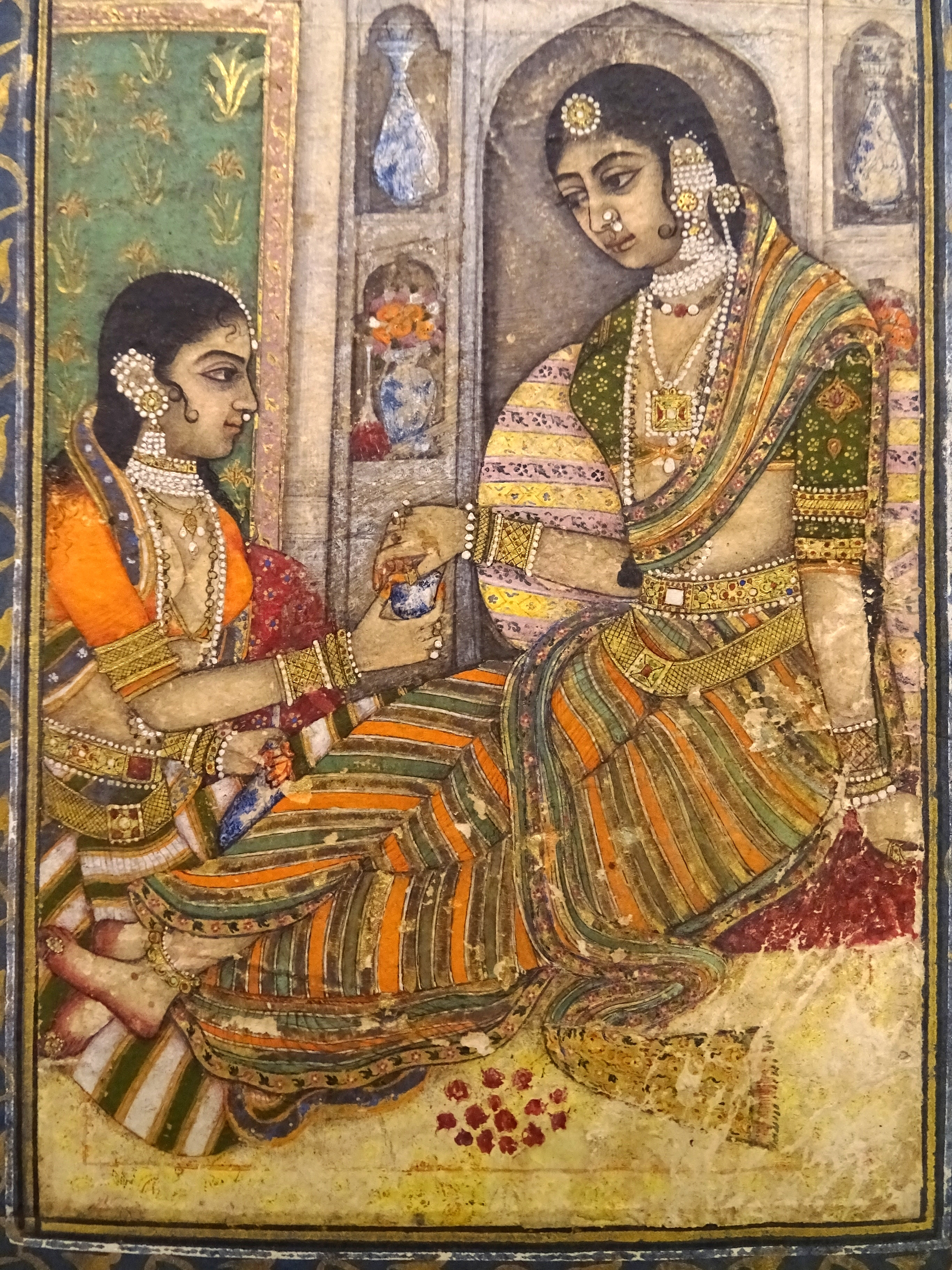
Une damoiselle s'enivrant. Miniature deccanaise datée autour de 1630. CSMVS, Bombay.
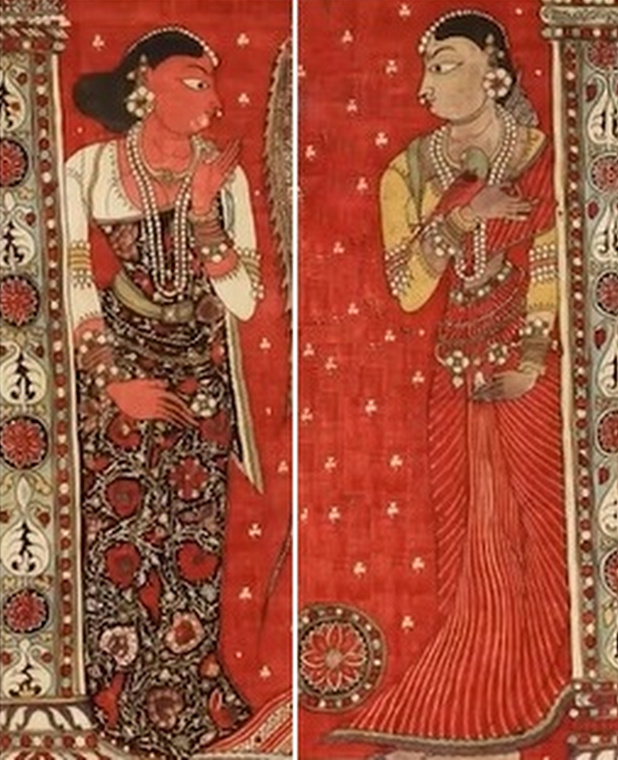
Détails d'une tapisserie en coton du XVIIe siècle. Région de Madurai. Musée royal de l'Ontario, Canada.
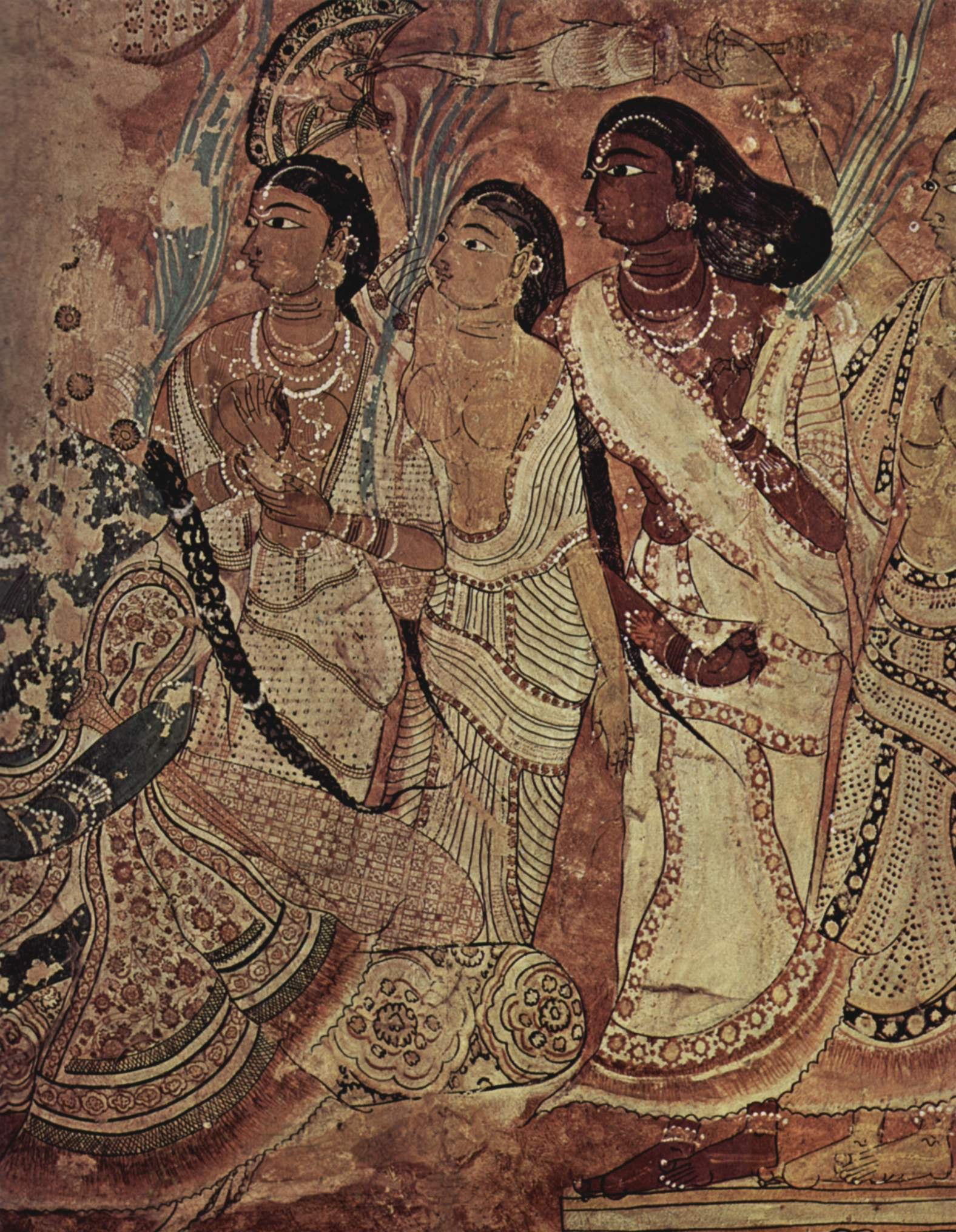
Trio de femmes en sari d'époque. Fresque de style Vijayanagara du XVIe siècle. Temple de Virabhadra, Lepakshi.
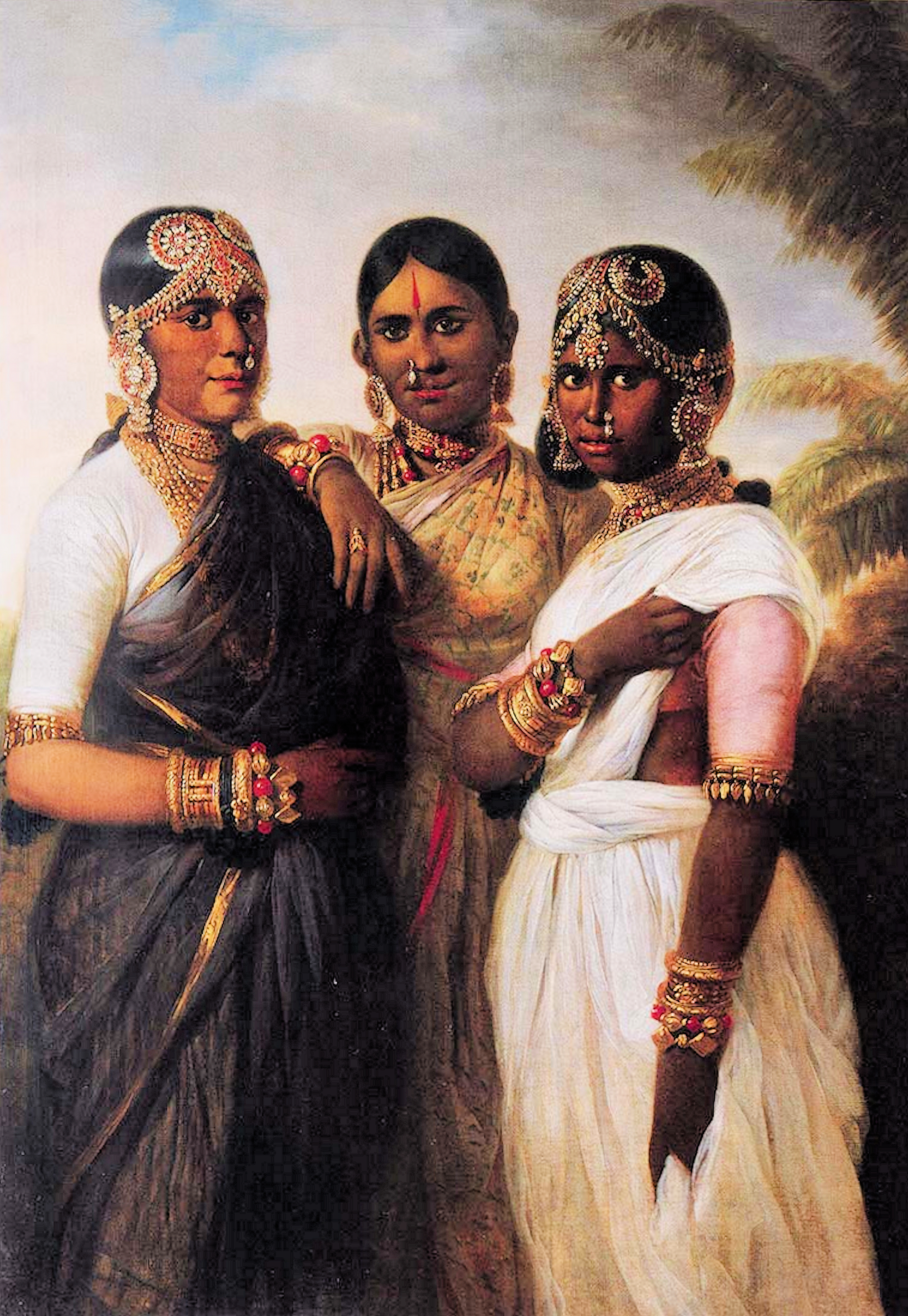
Femmes de la famille royale de Mysore. Tableau de Thomas Hickey, réalisé en 1805.
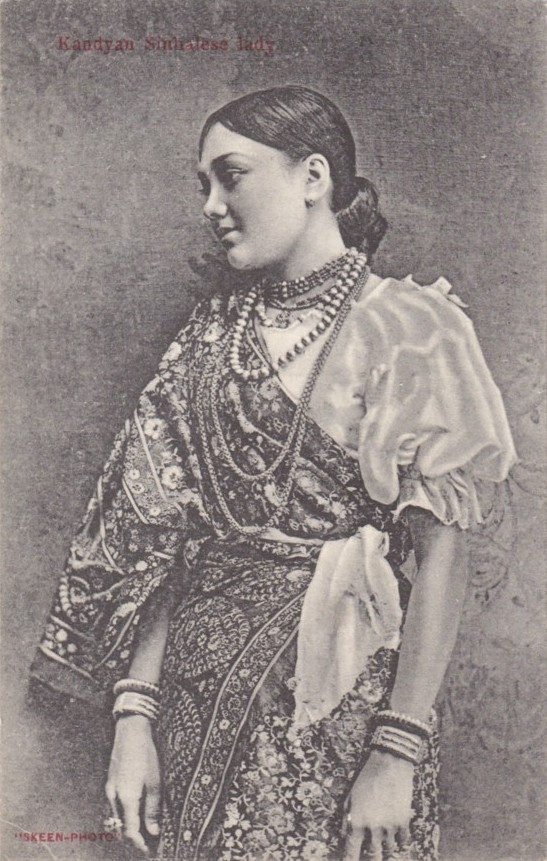
Une dame kandyenne arborant le osaria, sari traditionnel du centre de Ceylan. Photo prise vers 1895.
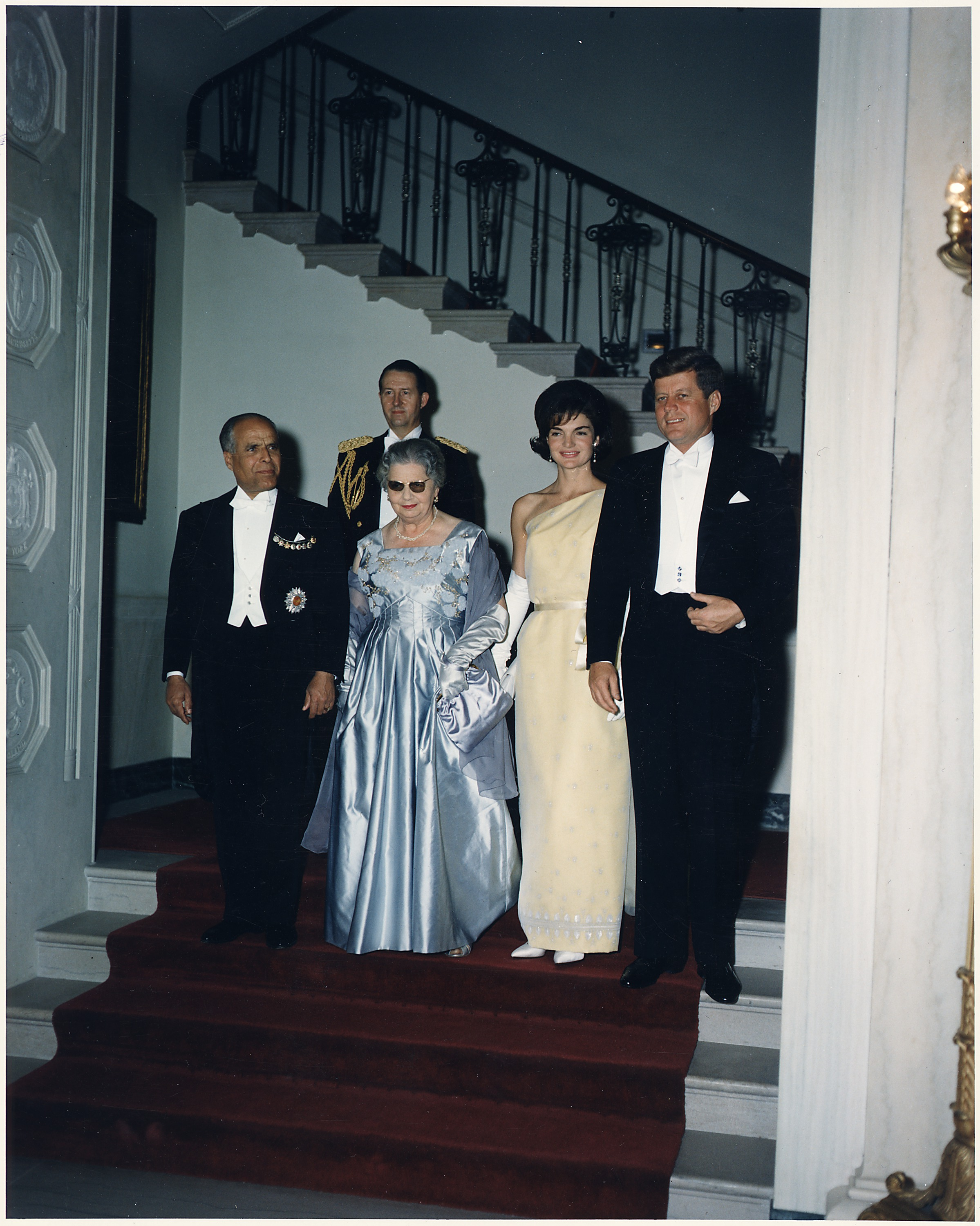
Jackie Kennedy dans une robe inspirée du sari. Lors de la visite d'État du président tunisien Habib Bourguiba en 1961.
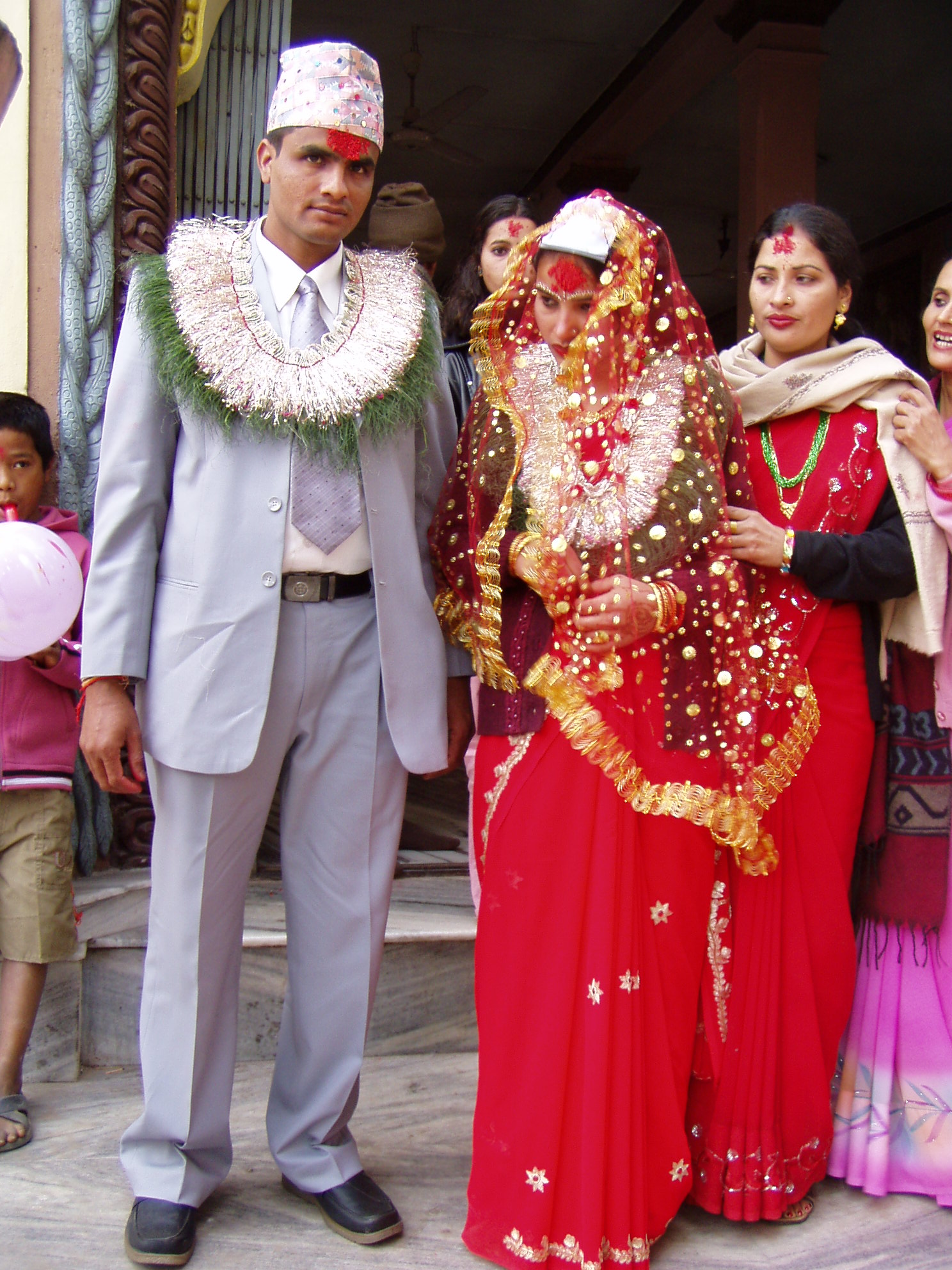
Couple de mariés Khas ou népalis à Narayangarh, près de Bharatpur, Népal.
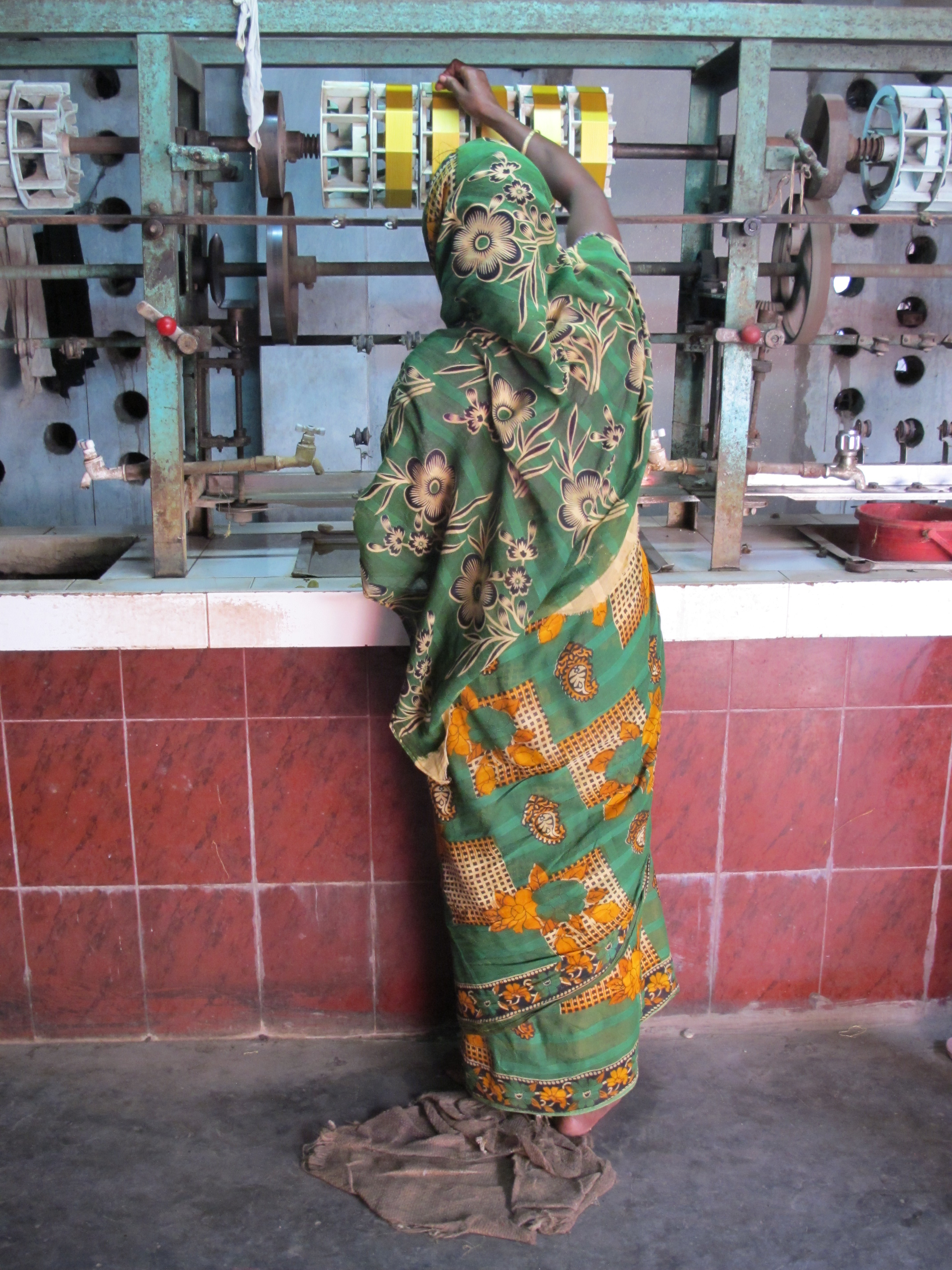
Une travailleuse en machinerie aux Sopura Silk Mills, filature de soie à Rajshahi, Bangladesh.
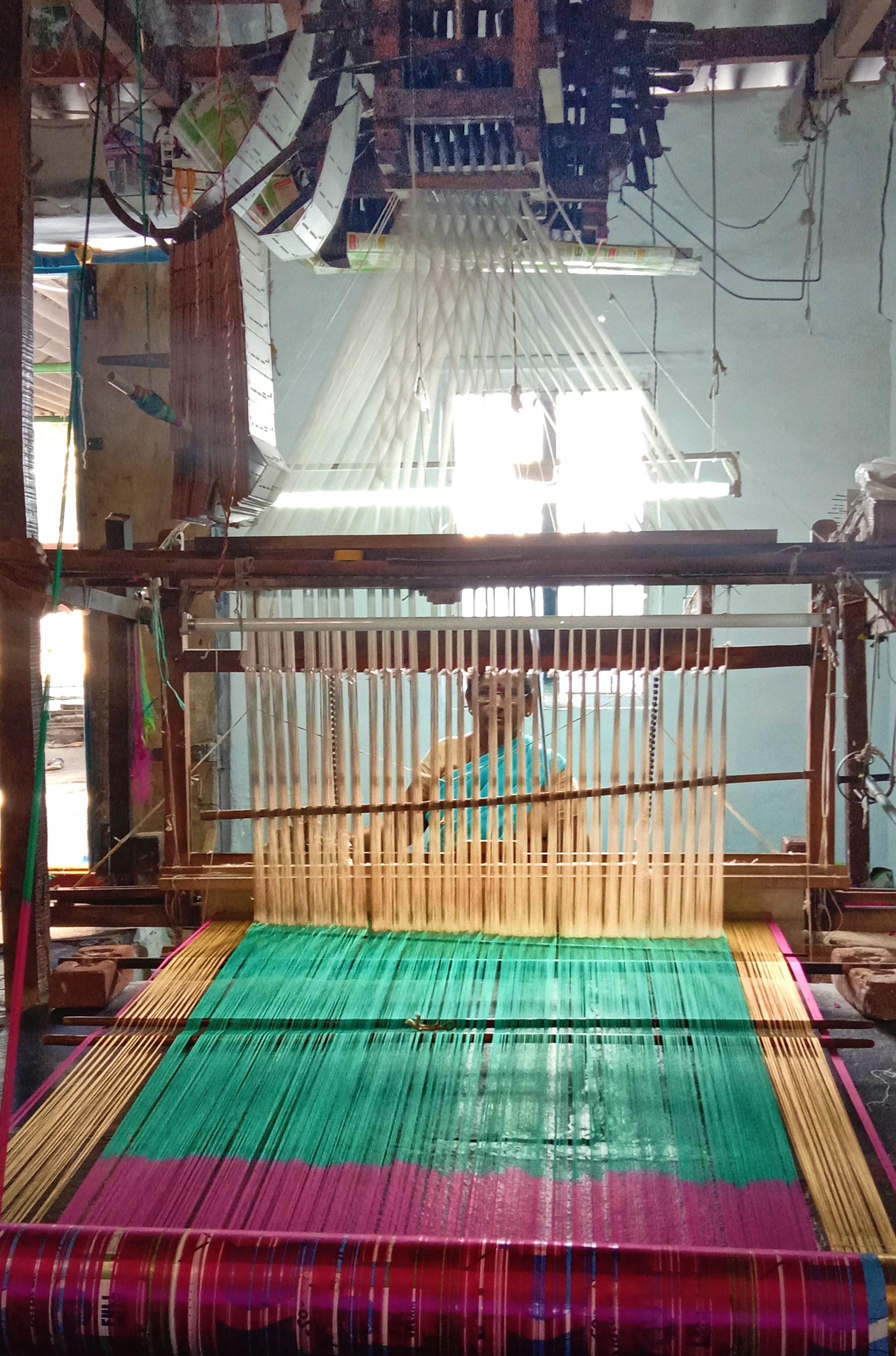
Une femme sur un métier à tisser. Dans une fabrique traditionnelle à Dharmavaram.
Statue probable de Kambojika, reine indo-scythe. Sculpture en schiste bleu du Ier siècle. Musée de Mathura.
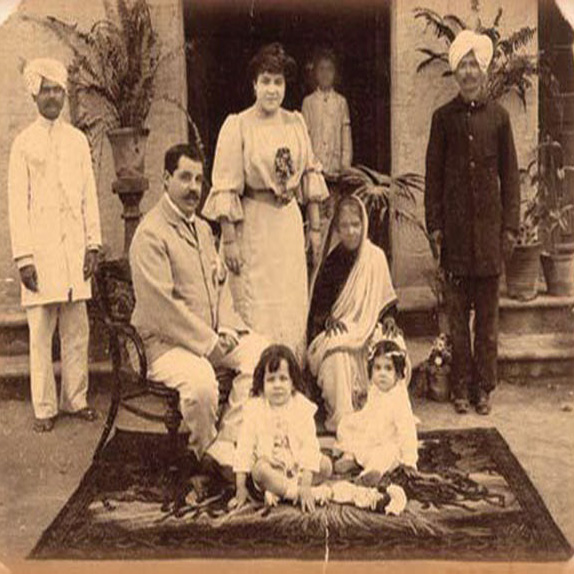
Une famille juive Bene Israël à Karachi. La matriarche, assise à droite, habillée d'un sari typique.
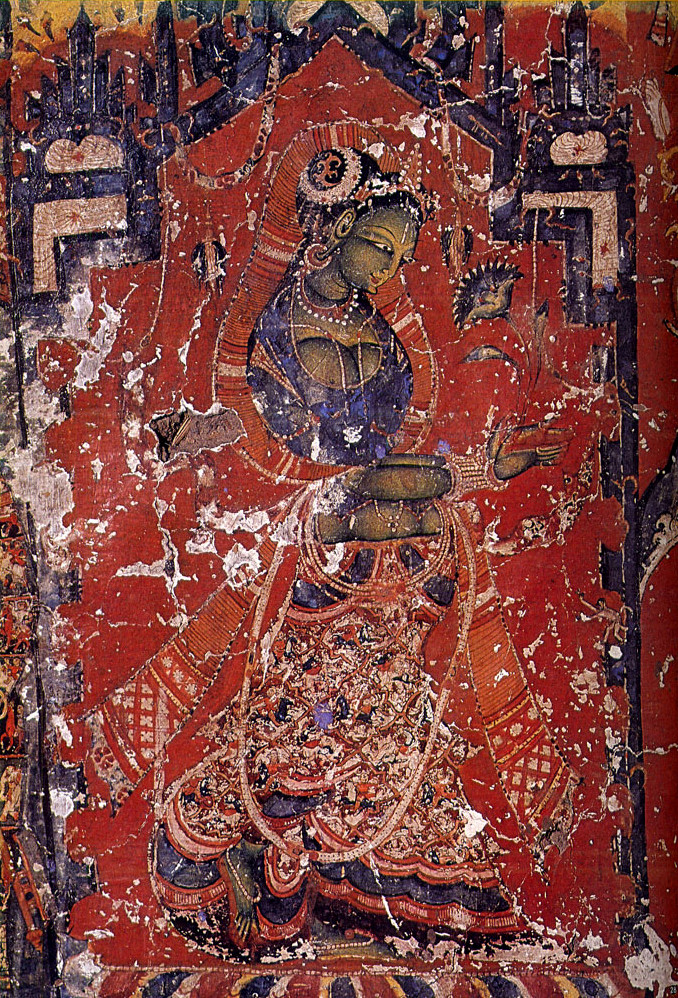
Tara verte en costume indien antique. Monastère d'Alchi, Ladakh. Peinture murale du XIe siècle.
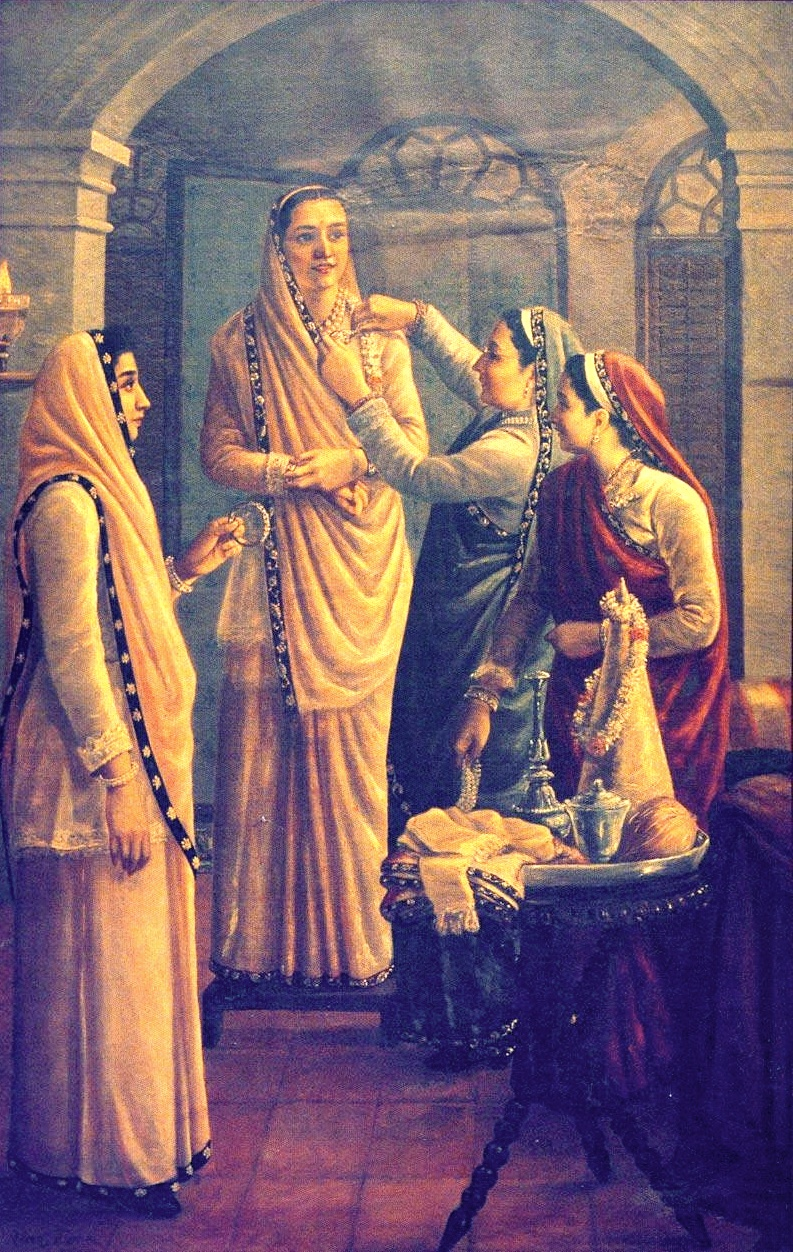
Apprêtement de la mariée pour un mariage parsi. Les femmes sont vêtues en sari Parsi Gara.
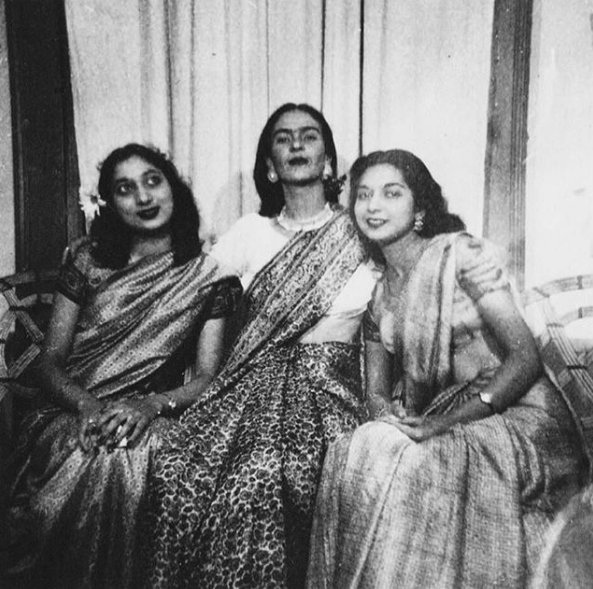
Frida Kahlo en sari, en compagnie de Nayantara Sahgal et Rita Dhar. Dans sa demeure à Mexico, en 1947.
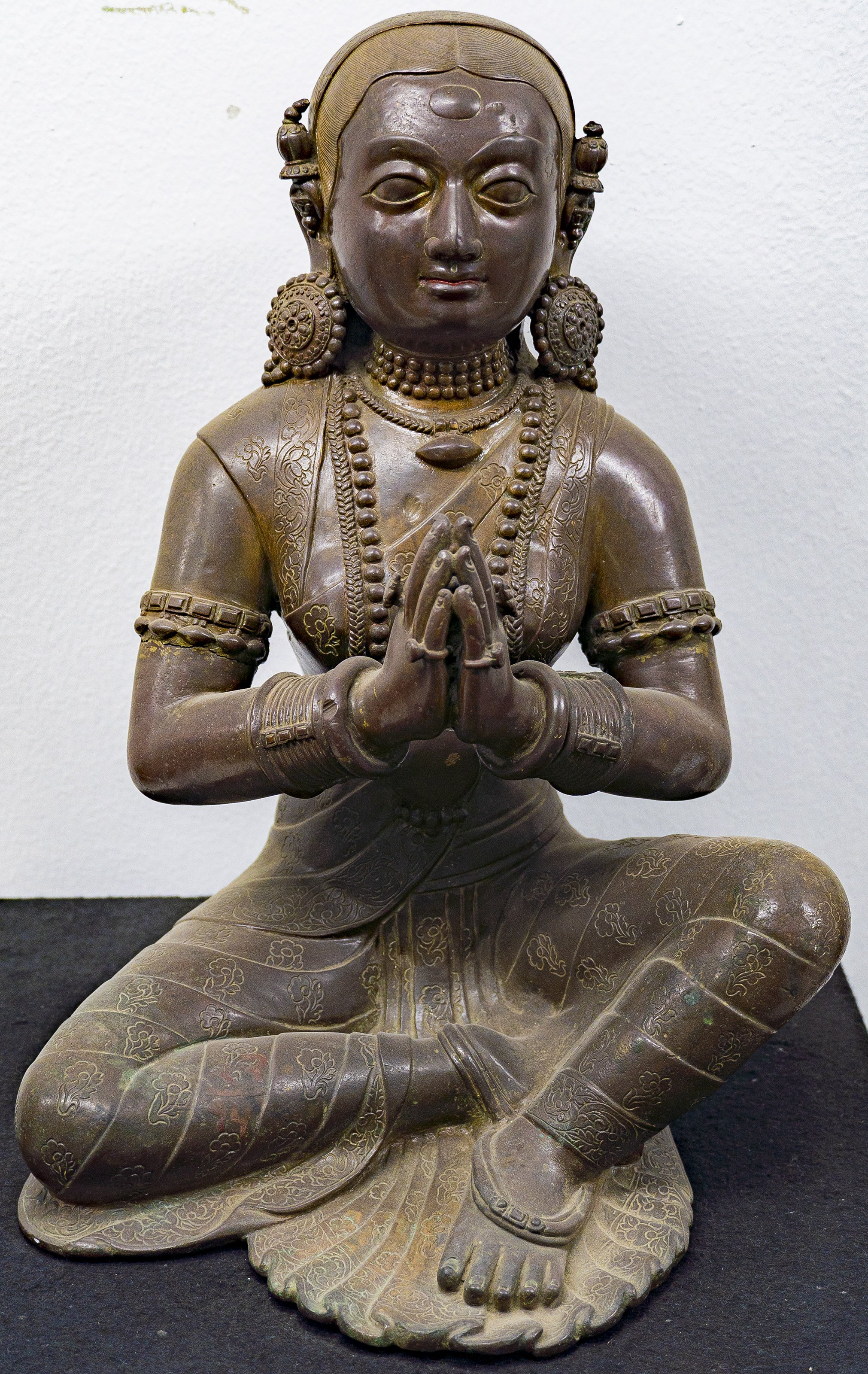
Statue probable de Vishva Lakshmi de Bhaktapur, reine Malla. Bronze du XVIIe siècle. Musée national du Népal, Katmandou.
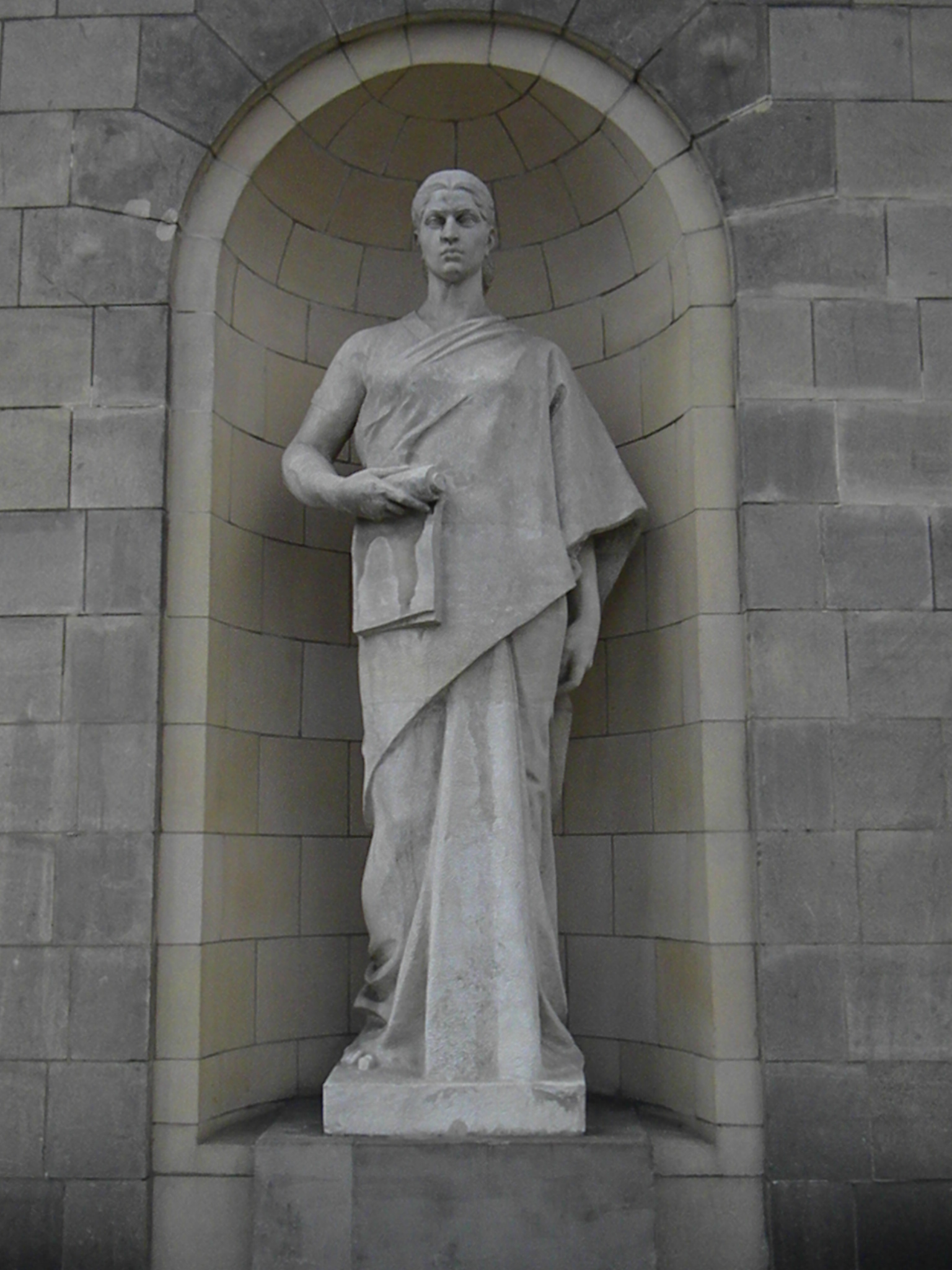
Sculpture d'une femme en sari au Palais de la culture et de la science à Varsovie.